# Scott Vaughn
Isaac Thomas Scott Vaughn (* 11. Januar 1990 in Südafrika) ist ein neuseeländischer Taekwondoin, der in der Gewichtsklasse bis 80 Kilogramm startet.
Vaughn wuchs in Südafrika auf und zog mit acht Jahren nach Auckland City, wo er mit 14 schließlich zum Taekwondo kam. Er trainiert unter Nationaltrainer Jin Keun-oh am Auckland's North Shore. Seine ersten internationalen Titelkämpfe bestritt er bei der Juniorenweltmeisterschaft 2006 in Vietnam, wo er das Achtelfinale erreichte. Im Erwachsenenbereich nahm er erstmals an der Weltmeisterschaft 2009 in Kopenhagen teil, schied jedoch frühzeitig aus. Beim ozeanischen Olympiaqualifikationsturnier Mitte 2011 in Nouméa gewann Vaughn das Finale in der Gewichtsklasse bis 80 Kilogramm und sicherte sich die Teilnahme an den Olympischen Spielen 2012 in London.